# 梅茂縣
梅茂縣，中国旧县名，始建制于中华民国36年（1947年），为今天广东省吳川市的一部分。
梅茂縣治梅菉鎮（今吳川市城區梅菉街道）(雷高道)。民國15年（1926），当地政府析吳川縣地設梅菉市。民國21年（1932年），因不符《市組織法》規格而改制為管理局。36年（1947）9月，梅菉管理局改制為縣，並更名梅茂，但實際未及成立縣政府。隶属于驻地为茂名的第七区专属（该专属轄茂名、電白、化縣、吳川、信宜、廉江、陽江、陽春、梅菉8縣1管理局）。
1949年后，历属高雷专区、粤西行政区。1953年并入吳川縣。